# Дербишир, Джон (спортсмен)
Джон Генри «Роб» Дербишир (англ. John Henry "Rob" Derbyshire; 29 ноября 1878, Манчестер — 30 июля 1938, Баслоу) — британский ватерполист и пловец, чемпион летних Олимпийских игр 1900 и 1908. Десятикратный чемпион ASA по плаванию.
На Играх 1900 в Париже Дербишир входил в состав британской ватерпольной команды (манчестерский клуб «Осборн», доминировавший в британском водном поло в те годы). Сначала она обыграла первую французскую команду в четвертьфинале, потом вторую в полуфинале, и в финальном матче она выиграла у бельгийской сборной, получив золотые медали. Роб должен был соревноваться и в плавании, но пропустил заплывы на 200 метров по болезни, а к командным заплывам британская команда не была допущена.
Через шесть лет Дербишир соревновался на неофициальных Играх в Афинах, но уже в качестве пловца. На этих соревнованиях он стал бронзовым призёром в эстафете 4х250 м и пятым на 100 м.
Через ещё два года он принял участие в двух плавательных дисциплинах на Играх 1908 в Лондоне. В плавании на 100-метровую дистанцию он не смог пройти дальше отборочного раунда, но в эстафете 4×200 м его команда, сначала установив мировой рекорд в полуфинале, стала первой в финальном заплыве.
Ещё через четыре года Дербишир снова принял участие в Играх в Стокгольме, но уже соревновался только в заплыве на 100 м и выбыл в отборочном раунде.
В дальнейшем тренировал в клубе «Хаммерсмит» (англ. Hammersmith Swim Club), был тренером национальной сборной по плаванию на Играх 1928 года и менеджером на Играх 1936 года.